# Rhagologus leucostigma
Lo zufolatore maculato o falso zufolatore (Rhagologus leucostigma (Salvadori, 1875)) è un uccello passeriforme, unica specie ascritta al genere Rhagologus e alla famiglia Rhagologidae.

## Etimologia
Il nome scientifico del genere, Rhagologus, deriva dal greco ῥαγολογος (rhagologos, "raccoglitore di bacche", stessa etimologia di rigogolo): il nome della specie, leucostigma, deriva dall'unione delle parole anch'esse greche λευκος (leukos, "bianco") e στιγμα (stigma, "macchia"), con il significato di "maculato di bianco", in riferimento alla livrea.

Il nome comune di questi uccelli è anch'esso un riferimento alla colorazione.

## Descrizione

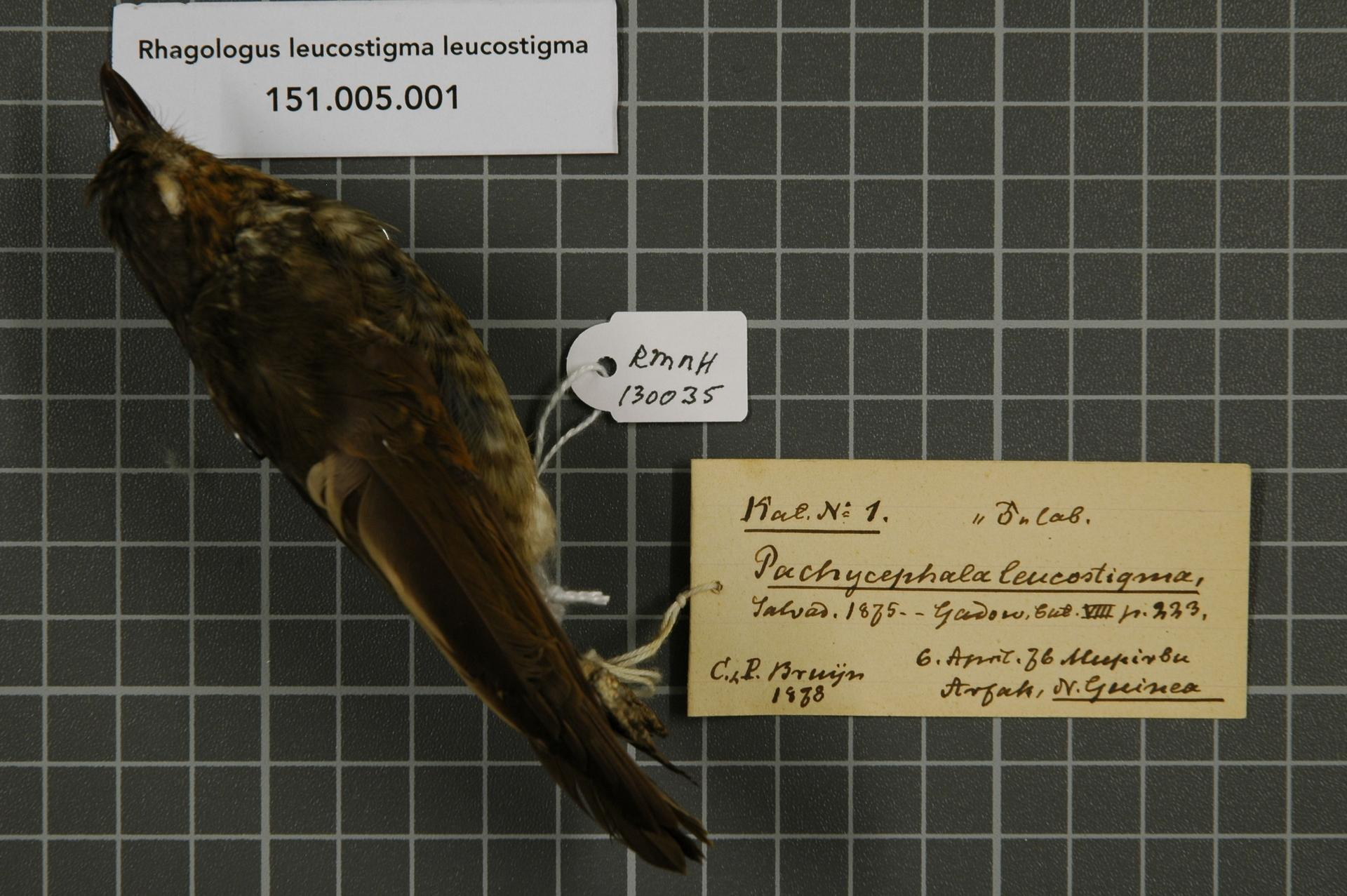
Veduta laterale di maschio impagliato.

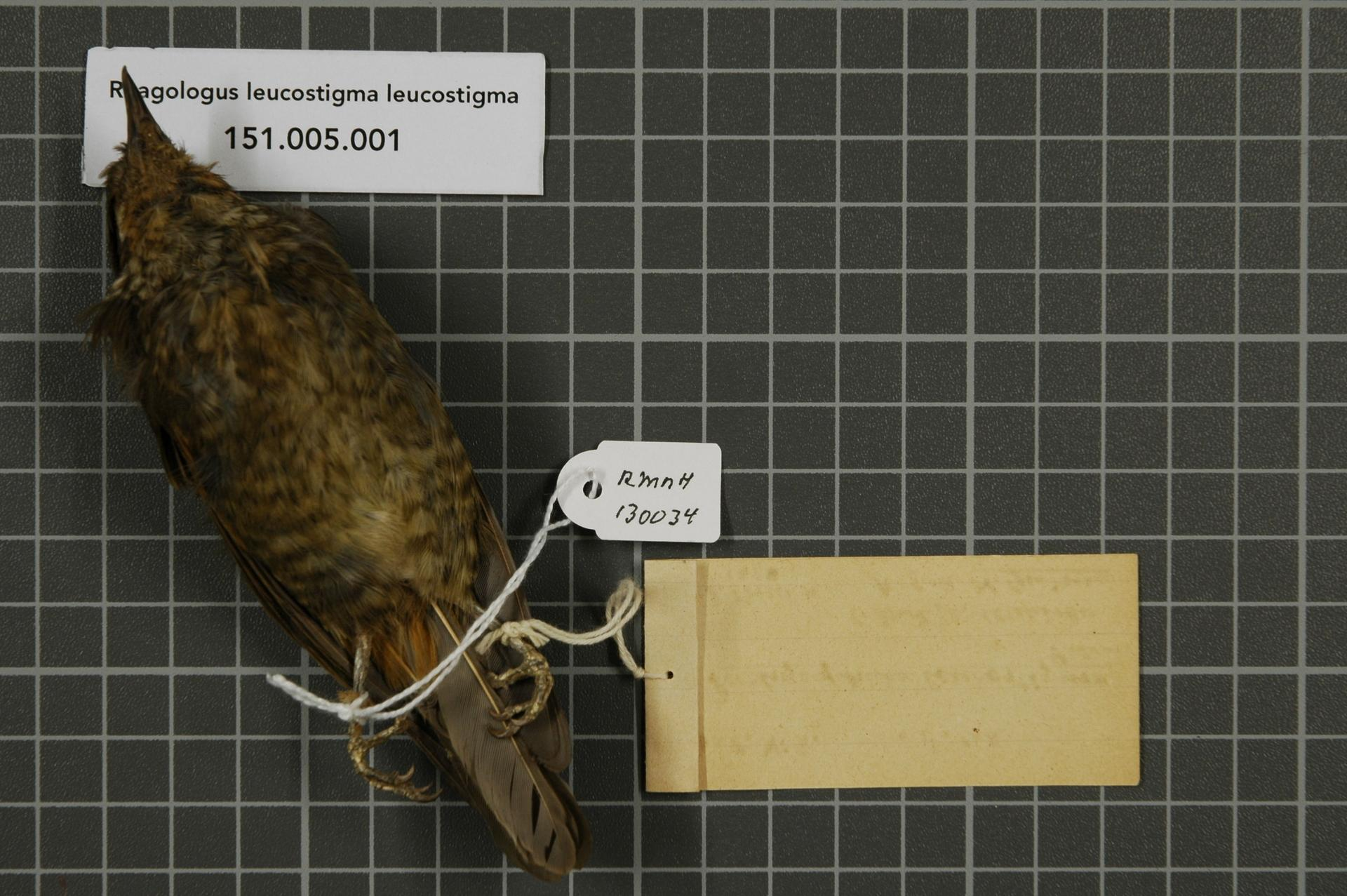
Veduta ventrale di maschio impagliato.

### Dimensioni
Misura 15-16,5 cm di lunghezza, per 24-29 g di peso.

### Aspetto
Si tratta di uccelli dall'aspetto robusto e massiccio, muniti di testa allungata, forti zampe, coda rettangolare e becco forte e allungato dalla punta lievemente ricurva verso il basso.
Il piumaggio è dominato dai toni del bruno, più scuro su ali, codione e coda, tendente al grigiastro su fronte, vertice, nuca e dorso e più chiaro e tendente al beige su gola, petto e fianchi, con il sottocoda che è di colore nocciola e la parte centrale del ventre tendente al biancastro. Su faccia, gola, petto e fianchi le penne presentano orli più scuri, a dare un aspetto maculato alla livrea, che frutta all'animale sia il nome comune che il nome scientifico.

Il dimorfismo sessuale è piuttosto evidente, con i maschi dalla colorazione cefalodorsale e delle ali molto più tendente al grigio che al bruno, a differenza delle femmine: nei maschi della sottospecie obscurus manca inoltre quasi del tutto la maculatura dell'area ventrale.
In ambedue i sessi becco e zampe si presentano di colore nerastro, mentre gli occhi sono di colore bruno scuro.

## Biologia
Si tratta di uccelli dalle abitudini diurne, piuttosto timidi e difficili da osservare, che vivono da soli o in coppie, muovendosi fra i cespugli e gli alberi bassi, spesso in associazione con altre specie di uccelli: i loro richiami ricordano molto quelli dei tordi.

### Alimentazione
La loro dieta si basa su frutti e bacche (sopra i 9 mm di diametro), comprendendo anche una componente animale, formata da grossi insetti.

### Riproduzione
Le abitudini riproduttive di questa specie sono in larga parte sconosciute, sebbene si pensi sia monogama: l'osservazione di nidi (strutture a coppa formate da fibre vegetali intrecciate alla biforcazione di un ramo d'albero) e di esemplari in amore nel mese di luglio farebbe pensare che la stagione degli amori cada attorno a quel periodo, corrispondente nell'emisfero australe al termine della stagione delle piogge.

## Distribuzione e habitat
Lo zufolatore maculato è endemico della Nuova Guinea, della quale popola l'asse montuoso centrale, oltre alle aree montuose della penisola di Doberai e della penisola di Huon.
L'habitat di questi uccelli è rappresentato dalla foresta pluviale montana fra gli 800 e i 2550 m di quota, favorendo quella al di sopra dei 1500 metri.

## Tassonomia
Se ne riconoscono due sottospecie:
- Rhagogolus leucostigma leucostigma (Salvadori, 1875) - la sottospecie nominale, diffusa nella porzione orientale dell'areale occupato dalla specie, in Nuova Guinea Occidentale;
- Rhagogolus leucostigma obscurus Rand, 1940 - diffusa nella porzione orientale dell'areale occupato dalla specie, in Papua Nuova Guinea;

Alcuni autori riconoscerebbero una sottospecie novus dei monti Weyland, generalmente sinonimizzata con la nominale: la maculatura facciale e pettorale (criterio di distinzione tassonomica fra le sottospecie) diminuisce in maniera clinale in direttrice NW-SE, sicché la validità stessa delle due sottospecie (che non differiscono né nel comportamento né nei richiami, almeno per quelli che sono i pochi dati reperiti sinora) è messa in questione.
La tassonomia di questi uccelli è stata piuttosto tormentata: a lungo classificato fra i fischiatori della famiglia Pachycephalidae (vero e proprio taxon contenitore dei passeriformi australo-papuani d'incerta classificazione), per un certo periodo essi sono stati incertae sedis, fino a quando le analisi di carattere genetico ne hanno appurata l'appartenenza a un ramo basale della radiazione adattativa dei Corvida in Oceania, vicino agli Artamidae.